# بانوی ولگرد
«بانوی ولگرد» تک‌آهنگی از گروه موسیقی آلترنتیو راک، د ورو و لیدی گاگا است.